# Jonah Mathews
 (août 2023).
Jonah Mathews, né le 10 février 1998 à San Francisco en Californie, est un joueur américain de basket-ball. Il évolue au poste d'arrière.

## Biographie

### Carrière universitaire
Entre 2016 et 2020, il joue pour les Trojans à l'université de Californie du Sud.

### Carrière professionnelle

#### Köping Stars (2020-2021)
Le 4 septembre 2020, Mathews signe son premier contrat professionnel avec le club anglais des Leicester Riders (en British Basketball League). Toutefois, le 19 septembre, il quitte l'équipe pour se préparer à la draft 2020 de la NBA.
Le 22 décembre 2020, il signe avec le club suédois des Köping Stars (en).
Le 24 juillet 2021, il signe avec le club canadien des Rattlers de la Saskatchewan (en Ligue élite canadienne de basketball) mais il n'y joue aucun match.

#### Anwil Włocławek (2021-2022)
Le 24 juillet 2021, Mathews signe un contrat avec le club polonais d'Anwil Włocławek.

#### ASVEL Lyon-Villeurbanne (2022-2023)
Le 12 juillet 2022, il signe un contrat avec l'ASVEL Lyon-Villeurbanne, champion de France en titre. Il signe un contrat de deux ans.

#### Beşiktaş (depuis 2023)
En juillet 2023, Mathews quitte l'ASVEL et rejoint le Beşiktaş, club stambouliote évoluant en première division turque.

## Statistiques

### Universitaires
| Saison    | Équipe   | Matchs | Titul. | Min./m | % Tir | % 3pts | % LF | Rbds/m. | Pass/m. | Int/m. | Ctr/m. | Pts/m. |
| --------- | -------- | ------ | ------ | ------ | ----- | ------ | ---- | ------- | ------- | ------ | ------ | ------ |
| 2016-2017 | USC      | 35     | 3      | 20,4   | 37,2  | 33,1   | 69,2 | 1,83    | 1,14    | 0,89   | 0,06   | 6,97   |
| 2017-2018 | USC      | 34     | 23     | 27,1   | 45,8  | 42,3   | 60,0 | 2,59    | 0,94    | 0,56   | 0,15   | 9,26   |
| 2018-2019 | USC      | 33     | 33     | 33,2   | 43,1  | 39,2   | 70,5 | 2,94    | 2,21    | 1,24   | 0,30   | 12,58  |
| 2019-2020 | USC      | 31     | 28     | 32,2   | 39,1  | 38,1   | 74,0 | 2,52    | 1,90    | 1,42   | 0,16   | 13,42  |
| Carrière  | Carrière | 133    | 87     | 28,0   | 41,4  | 38,4   | 69,8 | 2,46    | 1,53    | 1,02   | 0,17   | 10,45  |

## Palmarès

### Universitaires
- Second-team All-Pac-12 (2020)
- Pac-12 All-Defensive Team (2020)

### En club
- Champion de l'European North Basketball League (2022)
- Meilleur cinq du championnat polonais (2022)
- Vainqueur de la Leaders Cup 2023 avec l'ASVEL Lyon-Villeurbanne